# Children of Bodom (singl)
„Children of Bodom“ je splitový singl finských metalových skupin Children of Bodom, Cryhavoc a Wizzard. Byl vydán v roce 1998 vydavatelstvím Spinefarm.

## Seznam skladeb
Children of Bodom
1. „Children of Bodom“ (Single Version) – 5:11

Cryhavoc
1. „Repent (Whore)“ – 5:18

Wizzard
1. „Iron, Steel, Metal“ – 5:14